# Aza-
Předpona aza- se používá v organické chemii k vytváření názvů organických sloučenin, u kterých je atom uhlíku nahrazen dusíkovým; podobné označení „deaza-“ ukazuje na odstranění dusíku a jeho nahrazení uhlíkem; k označení konkrétního nahrazeného atomu uhlíku se používají číselná označení.
Tato předpona je součástí Hantzschova–Widmanova názvosloví.